# 水晶人头骨

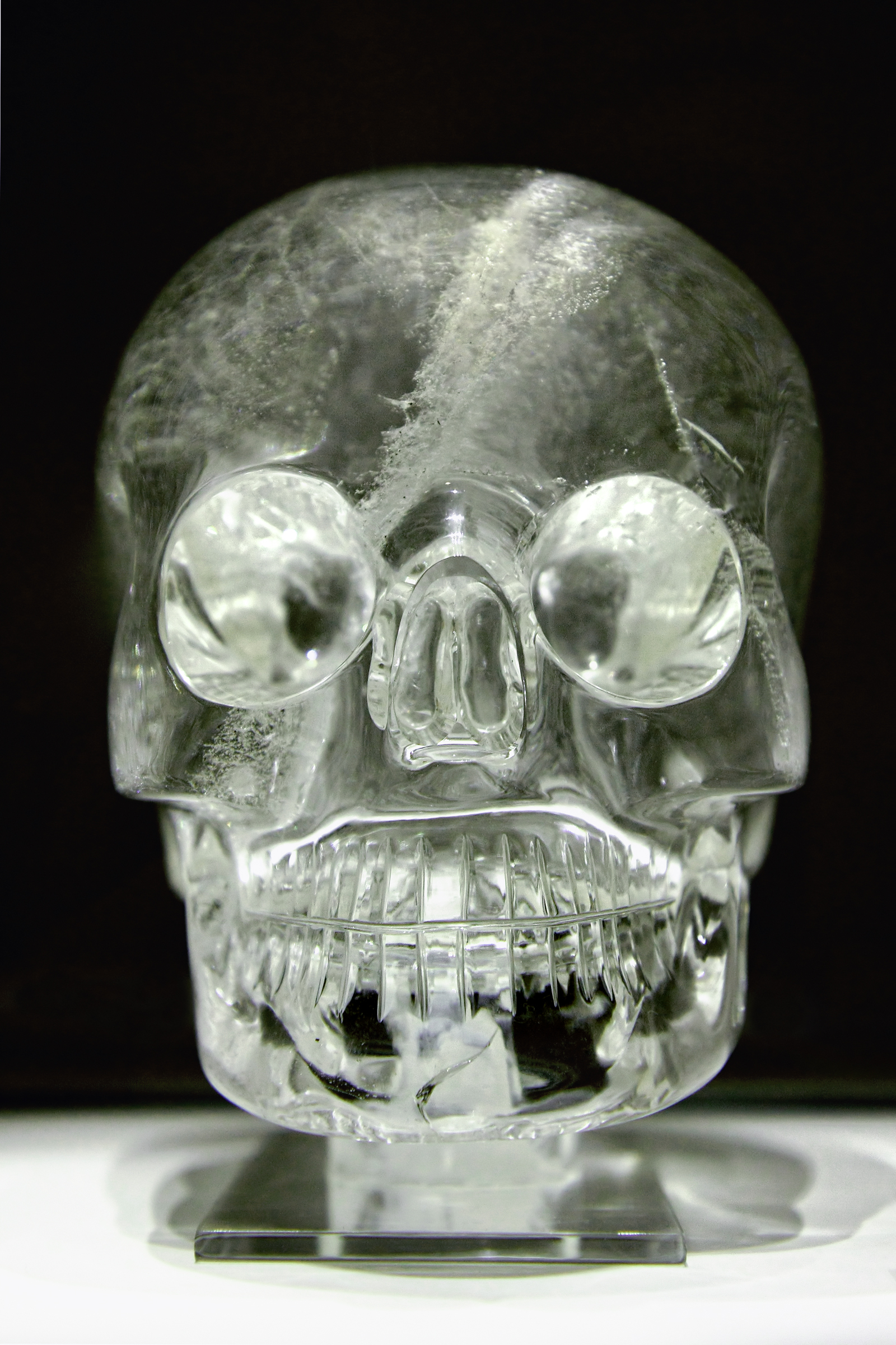
大英博物館的水晶骷髏頭

水晶骷髏頭，又稱水晶人头骨，是由透明或半透明的石英石或其他类型的石英打造完成的人頭骨模型。某些博物館宣稱它们是古代美洲阿茲特克或玛雅人制作的，但實際上是19世紀中葉以后的产物。尽管水晶头骨在通俗文学中被渲染成具有通灵作用的神秘媒介，然而在玛雅神话和其他的中美洲土著文化中却从没有相关的记载。在新纪元运动中，一些人经常宣称水晶头骨蕴含着超自然能力，并且在小说中常会有类似的描绘，传说收集全部13个水晶头骨世界便会灭亡。在2008年的电影印地安纳·琼斯和水晶头骨王国对水晶头骨的神秘渲染令人印象颇深。水晶头骨已成为科幻影视、文学作品以及电子游戏中流行的元素之一。至今尚未有經由考古學家挖掘出來的模型。

## 水晶头骨藏品
一些现代的研究者将水晶头骨按照大小分为两类。一类是念珠大小的头骨，最初在19世纪中叶被发现；另一种是具有真人头骨大小的头骨，在19世纪末期发现。其中后者在最近时期十分受人关注，认为所有的这些头骨都是于欧洲伪造的。在19世纪末，伪造的印第安古董在交易市场上十分猖獗，以至于在1886年史密森尼学会的考古学家威廉·亨利·霍尔姆斯在《科学》上发表了题为《The Trade in Spurious Mexican Antiquities》的文章来抨击这一现象。虽然博物馆在早期曾经零散地获得了一些水晶头骨，然而馆藏水晶头骨大多都源于古董商欧仁·博班。Boban于1870年在巴黎开张了一家古董店，并且将包括三件水晶头骨在内的大多数藏品，都卖给了探险家Alphonse Pinart, 而后Alphonse将这些藏品捐献给了巴黎人类博物馆（Musée de l'Homme）的前身，Trocadéro 博物馆。

## 水晶头骨起源研究
很多水晶头骨被宣称源自中美洲的阿兹特克或玛雅文明。尽管中美洲艺术中有很多头骨的形象，然而馆藏的水晶头骨却没有一件藏品具有发掘纪录。在1976年、1996年和2004年研究者在大英博物馆进行了一系列关于水晶头骨的实验。实验表明，区别牙齿的锯线是用19世纪才发明的珠宝工具雕刻的（不同于Mitchell-Hedges头骨，这些头骨没有可分开的下颚）。从而引起了对水晶头骨中美洲来源的诸多疑问。试验研究认为，这些头骨制作于19世纪的德国，很可能是出自于伊达尔-奥伯施泰因。这个小镇在19世纪末期以进口巴西石英来制造手工艺品而闻名。
目前已证实大英博物馆和巴黎人类博物馆的水晶头骨都是购自法国古董商欧仁·博班。博班曾于1860年至1880年于墨西哥城经商。其中大英博物馆的水晶头骨经由纽约的蒂芙尼而来，巴黎人类博物馆的头骨由人种学家Alphonse Pinart自博班购得并捐赠。史密森尼学会于1992年展开了关于一件阿兹特克水晶头骨的调查。这件水晶头骨为一个匿名人士于1960年购自于墨西哥城。经过调查此水晶头骨被证实也是于制造于近代。根据史密森尼学会的说法，这件头骨当年是博班从德国获得的。

## 相關
電影
- 印地安納瓊斯：水晶骷髏王國
- 電影哆啦A夢：大雄的太陽王傳說[16]

動畫
- 遊戲王5D's中的一張卡。
- 杰克龍中，獵龍邦首領蒐集了十三個水晶頭骨後，想要許下邪惡的願望，但卻被獵女阻止未能得逞，但是獵女卻為了保護杰克而許下消滅獵龍邦的願望，導致自己差點消失。

漫畫
- 細野不二彥所作的漫畫《真相之眼》
- 藤異秀明所作的漫畫《UMA大戰KUKURU&NAGI》
- 《Keroro軍曹》漫畫第26冊中，日向冬樹收藏一個水晶頭骨，結果被Kururu曹長吐槽說這只是一百多年前作的，沒那麼稀奇。

## 外部連結
- Reportage
- 神祕的水晶骷髏 （页面存档备份，存于）
- Margaret Sax, Jane M. Walsh, Ian C. Freestone, Andrew H. Rankin, Nigel D. Meeks, Study of two large crystal skulls in the collections of the British Museum and the Smithsonian Institution, 2008 （页面存档备份，存于）
- Valentina Summa, Il Mistero dei Teschi di Cristallo, in “Terre di Confine” （页面存档备份，存于）